# UFC 128
UFC 128: Shogun vs. Jones  è stato un evento di arti marziali miste tenuto dalla Ultimate Fighting Championship il 19 marzo 2011 al Prudential Center a Newark, New Jersey, Stati Uniti d'America.

## Background
Questo evento avrebbe dovuto tenersi ad Abu Dhabi, il primo ritorno della promotion negli Emirati Arabi Uniti da UFC 112. L'organizzazione però cambiò idea quando non riuscì a trovare un location adeguata per l'evento in tempo e i lavori fatti per ospitare l'evento fino a quel momento vennero smantellati.
Un incontro tra Tito Ortiz e Antônio Rogério Nogueira fu collegato a questo evento ma fu spostato a UFC Fight Night 24.
Un incontro tra Brendan Schaub e Frank Mir avrebbe dovuto svolgersi a questo evento. Schaub però finì a lottare contro Mirko Filipović.
Un match tra Chael Sonnen e Yoshihiro Akiyama era stato precedentemente annunciato ma Sonnen dichiarato colpevole di accuse di riciclaggio di denaro e il suo contratto fu messo in sospeso dall'UFC. Nate Marquardt firmò allora per combattere contro Akiyama. Il 12 marzo anche Akiyama dovette abbandonare il match a causa della tragedia che colpì il Giappone. Dana White in seguito annunciò via Twitter che Dan Miller sarebbe passato dalla card preliminare a quella principale per sostituire Akiyama. L'avversario originale di Miller, Nick Catone, invece affrontò il debuttante Costa Philippou in un match catchweight.
Durante l'intervista post match a Jon Jones in seguito alla sua vittoria su Ryan Bader a UFC 126, Joe Rogan annunciò che Rashad Evans si era infortunato al ginocchio in allenamento. Jones fu quindi informato che l'UFC voleva fosse il sostituto di Evans in combattimento contro Mauricio Rua nel main event per l'UFC Light Heavyweight Championship. Jones accettò e l'incontro fu organizzato per questo evento.
Prima che a Jones, il match era stato offerto a Quinton Jackson. Rampage declinò l'offerta per dicendo che non avrebbe mai potuto accettare un combattimento con sole quattro settimane di preavviso e di pesare 250 libbre (113,4 kg), dovendo scendere sotto il peso limite di 205 libbre (93 kg) la cosa non è sarebbe stato praticabile.
Karlos Vemola avrebbe dovuto affrontare Luiz Cané nella card ma Vemola dovette rinunciare all'incontro a causa di un infortunio. Eliot Marshall venne scelto come sostituto di Vemola.
Manvel Gamburyan avrebbe dovuto lottare contro Raphael Assunção ma si ritirò causa infortunio il 25 febbraio. Erik Koch prese il suo posto e affrontò Assunção, mentre l'avversario originale di Koch a UFC on Versus 3 due settimane prima di UFC 128, Cub Swanson, si tolse dal match per infortunio nello stesso momento di Gamburyan.
Bruce Buffer annunciò che Mike Pyle aveva sconfitto Ricardo Almeida coi punteggi di 29–28, 30–27 e 30–27. I punteggi ufficiali mostrarono però che Pyle aveva vinto il match con tutti i punteggio di 29-28.

## Risultati

### Card preliminare
- Incontro categoria Pesi Piuma:  Raphael Assunção contro  Erik Koch

Koch sconfisse Assunção per KO (pugni) a 2:32 del primo round.
- Incontro categoria Catchweight (195 libbre):  Nick Catone contro  Costa Philippou

Catone sconfisse Philippou per decisione unanime (30–27, 30–27, 30–27).
- Incontro categoria Pesi Gallo:  Joseph Benavidez contro  Ian Loveland

Benavidez sconfisse Loveland per decisione unanime (29–28, 30–27, 30–27).
- Incontro categoria Pesi Leggeri:  Kurt Pellegrino contro  Gleison Tibau

Tibau sconfisse Pellegrino per decisione divisa (29–28, 28–29, 29–28).
- Incontro categoria Pesi Welter:  Ricardo Almeida contro  Mike Pyle

Pyle sconfisse Almeida per decisione unanime (29–28, 29–28, 29–28).
- Incontro categoria Pesi Leggeri:  Edson Barboza contro  Anthony Njokuani

Barboza sconfisse Njokuani per decisione unanime (29–28, 29–28, 29–28).
- Incontro categoria Pesi Mediomassimi:  Eliot Marshall contro  Luiz Cané

Cané sconfisse Marshall per KO Tecnico (pugni) a 2:15 del primo round.

### Card principale
- Incontro categoria Pesi Massimi:  Brendan Schaub contro  Mirko Filipović

Schaub sconfisse Filipović per KO (pugni) a 3:44 del terzo round.
- Incontro categoria Pesi Medi:  Nate Marquardt contro  Dan Miller

Marquardt sconfisse Miller per decisione unanime (30–27, 30–27, 30–27).
- Incontro categoria Pesi Leggeri:  Jim Miller contro  Kamal Shalorus

Miller sconfisse Shalorus per KO Tecnico (ginocchiata e pugni) a 2:15 del terzo round.
- Incontro categoria Pesi Gallo:  Urijah Faber contro  Eddie Wineland

Faber sconfisse Wineland per decisione unanime (29–28, 29–28, 29–28).
- Incontro per il titolo dei Pesi Mediomassimi:  Mauricio Rua (c) contro  Jon Jones

Jones sconfisse Rua per KO Tecnico (pugni e ginocchiate) a 2:37 del terzo round divenendo il nuovo campione dei pesi mediomassimi.

## Premi
Ai vincitori sono stati assegnati 70.000$ per i seguenti premi:
- Fight of the Night:  Edson Barboza contro  Anthony Njokuani
- Knockout of the Night:  Brendan Schaub e  Erik Koch
- Submission of the Night: non assegnato perché nessun match è terminato con una sottomissione